# Pseudoseisura lophotes
El cacholote castaño (en Argentina) (Pseudoseisura lophotes), también denominado caserote castaño (en Paraguay), hornerón (en Uruguay), es una especie de ave paseriforme de la familia Furnariidae perteneciente al género Pseudoseisura. Es nativa del centro sur de Sudamérica.

## Distribución y hábitat
Se distribuye desde el sur de Bolivia y oeste de Paraguay, hacia el sur hasta el centro sur de Argentina y hacia el este hasta el extremo suroeste de Brasil y Uruguay.
Esta especie es considerada bastante común en sus hábitats naturales: los bosques y matorrales chaqueños y montes de espinillo hasta los 900 m de altitud.

## Descripción
Mide 26 cm y es la mayor especie de su familia. El iris es amarillo. Ostenta una expresiva cresta. Es pardo por arriba, las plumas de la cresta son más grisáceas y oscuras; la rabadilla y la cola son rufo oscuro. La face y garganta son rufas; por abajo es pardo, y las plumas son escamadas más pálido (más pronunciado en Argentina, más oscuro hacia el norte).

## Comportamiento
Camina por el suelo en pequeños grupos familiares, revirando hojas secas, ramas y estiércol seco, buscando presas.

### Alimentación
Se alimenta principalmente de insectos de gran tamaño.

### Reproducción
Su nido es una estructura alargada construida con ramas secas y utilizando otros materiales extraños, como estiércol, pieles de víboras, plumas de otras aves mayores y otros.

### Vocalización
Su canto estridente, generalmente dado en dúo, se parece con el de Pseudoseisura unirufa (cuyos comportamientos en general se asemejan) pero es todavía más áspero; típicamente no se acelera hacia un tartamudeo final.

## Sistemática

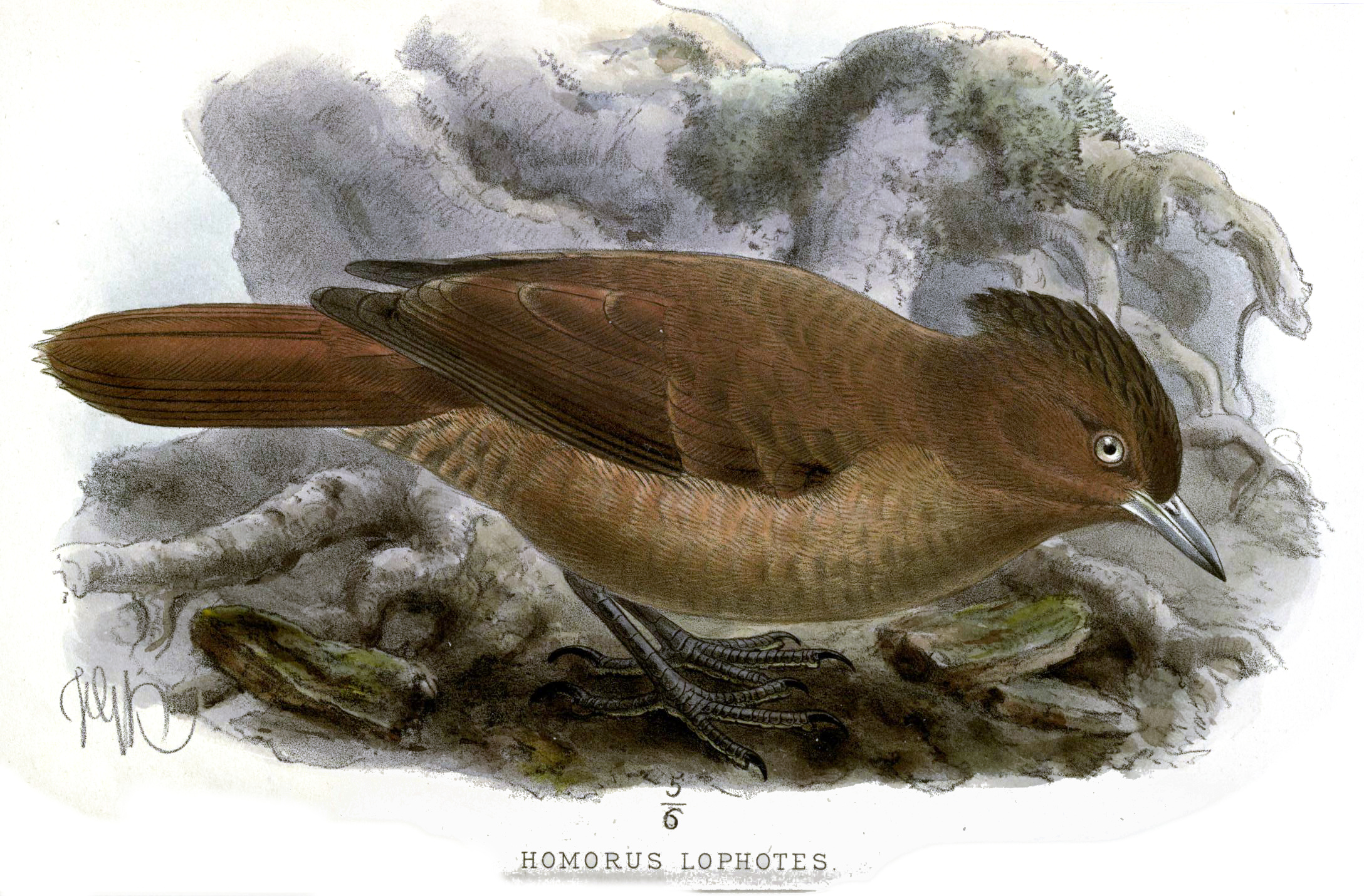
Pseudoseisura lophotes; ilustración de Keulemans, en Sclater, PL Argentine Ornithology, 1889.

### Descripción original
La especie P. lophotes fue descrita por primera vez por el naturalista alemán Ludwig Reichenbach en 1853 bajo el nombre científico Homorus lophotes; la localidad tipo es: «Guanacos, 700 m, cerca de 32 km al este-sureste de Cabezas, Cordillera, Santa Cruz, Bolivia.»

### Etimología
El nombre genérico femenino «Pseudoseisura» se compone de las palabras del griego «ψευδος pseudos»: falso, y «σεισουρα seisoura»: ave mencionada por Hesiquio y posteriormente identificada como las lavanderas del género Motacilla del Viejo Mundo, significando «falso Motacilla»; y el nombre de la especie «lophotes», proviene del griego «λοφωτος  lophōtos»: crestado, con cresta.

### Taxonomía
El género no tiene ningún pariente cercano obvio dentro de su familia. Las similitudes de plumaje sugieren que la presente especie es pariente más próxima de Pseudoseisura unirufa y P. cristata, mientras que los datos genéticos indican que es más próxima de P. gutturalis.

### Subespecies
Según la clasificación del Congreso Ornitológico Internacional (IOC) se reconocen dos subespecies, con su correspondiente distribución geográfica:
- Pseudoseisura lophotes lophotes (Reichenbach, 1853) - sur de Bolivia (sur de Santa Cruz, este de Tarija) y oeste de Paraguay.
- Pseudoseisura lophotes argentina Parkes, 1960 - norte y centro de Argentina (Catamarca, Santiago del Estero y Corrientes hacia el sur hasta Mendoza, La Pampa y Buenos Aires), extremo suroeste de Brasil (oeste de Río Grande do Sul) y Uruguay.

La clasificación Clements Checklist/eBird v.2019 no reconoce subespecies. 